# 河野庸介
河野 庸介（こうの ようすけ、1951年1月 - ）は、日本の教育学者。椙山女学園大学教育学部教授。

## 人物
1951年1月、現在の東京都大島町に生まれる。1974年3月、明治大学文学部日本文学科卒業。1974年4月、東京都公立中学校教諭（- 1987年3月）、1987年4月、東京都教育庁指導部指導主事等（- 1998年3月）、1998年4月、文部省初等中等教育局中学校課教科調査官（国語担当）（- 2000年12月）、2001年1月、国立教育政策研究所教育課程研究センター研究開発部教育課程調査官（- 2004年3月）を経て、2004年4月群馬大学教育学部学校教育講座国語専攻教授（- 2011年3月）。2011年4月、椙山女学園理事、椙山女学園大学教育学部教授、椙山女学園中・高等学校長。2016年10月、大島町教育アドバイザー。2017年4月、文教大学非常勤講師。
「育成を目指す言語能力」を国語の教育に取り込んだことで有名。また、読解指導における「学習課題」の重要性について指摘し、スリルとサスペンスのある授業の創造を目指している。

## 著書・論文

### 著書（単著）
- 『中学校国語科新授業モデル』全4巻（明治図書出版、2011）
- 『国語科授業にスリルとサスペンスを』（教育出版、2010）
- 『思考力を育てる論理科の試み』全4巻（明治図書出版、2008
- 『中学校文学的な文章の指導法』（明治図書出版、2000年）
- 『学習指導要領早わかり解説中学校新国語科授業の基本用語辞典』（明治図書出版、2000年）
- 『国語科における移行措置の解説』（新中学校教育課程移行措置の解説　ぎょうせい、2000年）
- 『国語科の移行措置とそのポイント』（中学校移行措置読本、2000年）
- 『中学校新教育課程の解説　国語』（第一法規出版、1999年）
- 『新中学校教育課程講座』（ぎょうせい、1999年）
- 『改訂中学校学習指導要領の展開』（明治図書出版、1999年）
- 『学校文化の核としての国語科教育の創造』（月刊国語教育　東京法令出版、1999年）

### 著書（共著）
- 『月刊国語教育2007－5別冊「国語科重要用語辞典」』（東京法令出版、2007年）
- 『対談　中学校新教育課程国語科の授業をどう創るか』（明治図書出版、1999年）

### 論文
- 『言語能力の育成と単元学習』（豊かな言語活動を拓く　国語単元学習の創造　理論編、2010年）
- 『中学校の言語活動の開発に向けて』（月刊国語教育、2010年）
- 『活字離れへの対策と読書活動の充実』（「教職教養」、2010年）
- 『国語科教育革新に関する重要語』（月刊国語教育、2009年）
- 『知的障害を教育の対象とする特別支援学校における平仮名指導プログラムについて』（平成20年度群馬大学教育学部　 学部・附属共同研究報告書、2009年）
- 『新小学校学習指導要領と「古典教育」』（平成20年度群馬大学教育学部　学部・附属共同研究報告書、2009年）

他多数

## 所属学会
- 日本国語教育学会